# Segunda División Provincial de Fútbol de Lima
La Segunda División Provincial de Fútbol de Lima fue una categoría de fútbol peruano fundada en 1926 y organizada por la Federación Peruana de Fútbol. Pese al nombre, la categoría se encontraba debajo en jerarquía de la División Intermedia de Lima, por varios años hasta 1940. Se restablece en 1951 como segunda categoría debajo de la Primera División Provincial de Lima y se mantiene vigente hasta 1975.

## Historia
La Segunda División Provincial de Fútbol de Lima fue creada en 1926, realizada por la FPF. A pesar del nombre, la categoría se encontraba debajo en jerarquía de la División Intermedia de Lima, por varios años hasta 1940. Abarcó a muchos clubes limeños y del Callao por muchos años, pero luego fue integrada íntimamente por equipes limeños. Se debe que la mayoría de clubes del Callao se desafiliaron del campeonato y formaron su propia liga independiente. 
Entre los periodos 1926 al 1929, la Segunda División Provincial de Fútbol de Lima constaba por Zonas: Zona Lima, Callao, Rímac y Balnearios. Cada campeón jugaba una liguilla de promoción con los últimos equipos de la División Intermedia y ganar el ascenso. Luego de edición de 1929 por disposición de la FPF, los equipos que no lograron el ascenso y se mantuvieron en esta división, con el mismo esquema de trabajo, pasaron a integrar la recién formada Tercera División Provincial de Fútbol de Lima. 
Ahora para los años 1930 al 1940, la Segunda División Provincial de Fútbol de Lima constaba de dos series conformado entre 12 a 13 equipos. Los cuatro mejores equipos de cada serie, participaban en una liguila de promoción con los peores equipos de la División Intermedia de Lima, para defenir su cupo para el ascenso. A  su vez, los campeones de cada serie, definían el título del torneo. Mientras, los 4 peores equipos de cada serie descendía directamente a la Tercera División Provincial de Fútbol de Lima del siguiente periodo.
Luego se fusiona con la Segunda División Provincial de Fútbol del Callao para formar la Tercera División Regional de Lima y Callao hasta el año 1950.
Posteriormente, en 1951, Segunda División y la Tercera División Provincial de Fútbol de Lima retorna como la segunda y tercera categoría de la liga de Lima respectivamente. La División Intermedia es eliminada. Finalmente, el campeonato se mantuvo vigente hasta el año de 1975, en que desapareció. Se redujo la cantidad de equipos, por la aparición de las ligas distritales.

## Estructura

### Periodos 1926-1928
La estructura del fútbol limeño, se diseñó de la siguiente forma:
- Primera División Provincial de Lima, Primera Categoría
- División Intermedia, Segunda Categoría
- Segunda División Provincial de Fútbol de Lima o Segunda División Amateur, Tercera Categoría
- Tercera División Provincial de Fútbol de Lima ó Tercera Amateur, Cuarta Categoría

### Periodo 1929
La estructura del fútbol limeño, se modificó en la siguiente forma:
- Primera División Provincial de Lima, Primera Categoría
- Primera División B, Segunda Categoría
- División Intermedia, Tercera Categoría
- Segunda División Provincial de Fútbol de Lima o Segunda División Amateur, Cuarta Categoría
- Tercera División Provincial de Fútbol de Lima ó Tercera Amateur, No entró en competitividad.

### Periodos 1930-1940
Se restructura el sistema del fútbol limeño, de la siguiente manera:
- Primera División Provincial de Lima, Primera Categoría
- División Intermedia, Segunda Categoría
- Segunda División Provincial de Fútbol de Lima o Segunda Amateur, Tercera Categoría
- Tercera División Provincial de Fútbol de Lima o Tercera Amateur, Cuarta Categoría

Todas las categorías está debajo en jerarquía de la división de honor/nacional.

### Periodos 1951-1975
Se restructura el sistema del fútbol limeño, de la siguiente manera:
- Primera División Provincial de Lima, Primera Categoría
- Segunda División Provincial de Fútbol de Lima, Segunda Categoría
- Tercera División Provincial de Fútbol de Lima, Tercera Categoría

Todas las categorías está debajo en jerarquía de la división de honor/nacional.

## Campeonatos

### Tercera Categoría 1926 a 1940
| Ed. | Año       | Año                                                       | Campeón                                                   |
| --- | --------- | --------------------------------------------------------- | --------------------------------------------------------- |
| 1   | 1926      | Asociación Amateur/Liga Peruana N°2                       | Sport Magdalena                                           |
| 1   | 1926      | Liga Peruana N°1                                          | Atlético Lusitania                                        |
| 1   | 1926      | Liga Chalaca                                              | Alberto Secada                                            |
| 1   | 1926      | Liga de Balnearios                                        | Porvenir Miraflores                                       |
| 2   | 1927      | Asociación Amateur                                        | Juventud El Sol                                           |
| 2   | 1927      | Liga Peruana N°1                                          | Juventud Alianza                                          |
| 2   | 1927      | A.D. Barrios Altos                                        | Unión Carbone                                             |
| 2   | 1927      | A.D. Rímac                                                | Sporting Tabaco                                           |
| 2   | 1927      | Liga Chalaca                                              | Atlético Buenos Aires                                     |
| 2   | 1927      | Liga de Balnearios                                        | Juventud Chorrillos                                       |
| 3   | 1928      | Asociación Amateur                                        | Juventud Nepeña                                           |
| 3   | 1928      | Liga Peruana N°1                                          | Juventud Gloria                                           |
| 3   | 1928      | A.D. Rímac                                                | Diego de Almagro                                          |
| 3   | 1928      | Liga Chalaca                                              | Sporting Bellavista                                       |
| 3   | 1928      | Liga de Balnearios                                        | Asociación Chorrillos                                     |
| 4   | 1929      | Zona de La Victoria                                       | Sucre F.C.                                                |
| 4   | 1929      | Zona del Rímac 1                                          | Atlético Espinar                                          |
| 4   | 1929      | Zona del Rímac 2                                          | Sport Lucanas                                             |
| 4   | 1929      | Zona del Callao                                           | Telmo Carbajo                                             |
| 4   | 1929      | Zona de Lima 1                                            | Juventud Soledad                                          |
| 4   | 1929      | Zona de Lima 2                                            | Atlético Córdoba                                          |
| 4   | 1929      | Zona de Lima 3                                            | Juventud Gloria                                           |
| 5   | 1930      | Primera Serie                                             | Sucre F.B.C.                                              |
| 5   | 1930      | Segunda Serie                                             | Telmo Carbajo                                             |
| 6   | 1931      | Primera Serie                                             | Sport Boys                                                |
| 6   | 1931      | Segunda Serie                                             | Sport Huáscar                                             |
| 7   | 1932      | Zona Este                                                 | Unión América                                             |
| 7   | 1932      | Zona Oeste                                                | Juventud Gloria                                           |
| 7   | 1932      | Zona del Rímac                                            | Peruvian Boys                                             |
| 7   | 1932      | Zona de Balnearios                                        | Porvenir Miraflores                                       |
| 8   | 1933      | Zona Este                                                 | Atlético Lusitania                                        |
| 8   | 1933      | Zona Oeste                                                | Atlético Córdoba                                          |
| 8   | 1933      | Zona del Rímac                                            | Atlético Peruano                                          |
| 8   | 1933      | Zona de Balnearios                                        | Santiago Barranco                                         |
| 9   | 1934      | Zona Este                                                 | Asociación Deportiva Tarapacá                             |
| 9   | 1934      | Zona Oeste                                                | Sport San Jacinto                                         |
| 9   | 1934      | Zona del Rímac                                            | Alianza Limoncillo                                        |
| 9   | 1934      | Zona de Balnearios                                        | Independencia Miraflores                                  |
| 10  | 1935      | Zona Este                                                 | Sport José Gálvez                                         |
| 10  | 1935      | Zona Oeste                                                | Alianza San Martín                                        |
| 10  | 1935      | Zona del Rímac                                            | Peruvian Boys                                             |
| 10  | 1935      | Zona de Balnearios                                        | Estudiantes Chorrillos                                    |
| 11  | 1936      | Zona Este                                                 | Alianza Risso                                             |
| 11  | 1936      | Zona Oeste                                                | Juventud Perú                                             |
| 11  | 1936      | Zona del Rímac                                            | Juventud Barranco                                         |
| 11  | 1936      | Zona de Balnearios                                        | Agricultor de Surco                                       |
| 12  | 1937      | Zona Este                                                 | Atlético Libertad                                         |
| 12  | 1937      | Zona Oeste                                                | Departamento de Lambayeque                                |
| 12  | 1937      | Zona del Rímac                                            | Asociación Rímac                                          |
| 12  | 1937      | Zona de Balnearios                                        | Atlético Miraflores                                       |
| 13  | 1938      | Zona Este                                                 | Sport José Gálvez                                         |
| 13  | 1938      | Zona Oeste                                                | Defensor Lima                                             |
| 13  | 1938      | Zona del Rímac                                            | Diego de Almagro                                          |
| 13  | 1938      | Zona de Balnearios                                        | Alianza Chorrillos                                        |
| 14  | 1939      | Zona Este                                                 | Eleven Boys                                               |
| 14  | 1939      | Zona Oeste                                                | Unión Porvenir                                            |
| 14  | 1939      | Zona del Rímac                                            | Alianza Pino                                              |
| 14  | 1939      | Zona de Balnearios                                        | Sport Almagro                                             |
| 15  | 1940      | Serie A                                                   | Defensor Guido                                            |
| 15  | 1940      | Serie B                                                   | Defensor Arica                                            |
| 15  | 1940      | Serie C                                                   | Huracán Barranco                                          |
| –   | 1941–1950 | De 1941 a 1950 se jugó la Liga Regional de Lima y Callao. | De 1941 a 1950 se jugó la Liga Regional de Lima y Callao. |

### Segunda Categoría 1951 al 1975
| Ed. | Año  | Año     | Campeón             |
| --- | ---- | ------- | ------------------- |
| 16  | 1951 | Serie A | Atlético Peruano    |
| 16  | 1951 | Serie B | Unión América       |
| 17  | 1952 | Serie A | Águila Negra        |
| 17  | 1952 | Serie B | Sport Huáscar       |
| 18  | 1953 | Serie A | Mariscal Castilla   |
| 18  | 1953 | Serie B | Alianza Libertad    |
| 19  | 1954 | 1954    | Juventud White Star |
| 20  | 1955 | 1955    | Unión Lazo          |
| 21  | 1956 | 1956    | Alianza Tarapacá    |
| 22  | 1957 | Serie A | Sport Lince         |
| 22  | 1957 | Serie B | Mariano Necochea    |
| 23  | 1958 | Serie A | Atlético Banfield   |
| 23  | 1958 | Serie B | Roberto Acevedo     |
| 24  | 1959 | Serie A | Sport José Gálvez   |
| 24  | 1959 | Serie B | Unión Carbone       |
| 25  | 1960 | Serie A | Alejandro Manchego  |
| 25  | 1960 | Serie B | Alianza Amazonas    |
| 26  | 1961 | Serie A | Estrella Verde      |
| 26  | 1961 | Serie B | Alejandro Manchego  |
| 27  | 1962 | 1962    |                     |
| 28  | 1963 | 1963    |                     |
| 29  | 1964 | 1964    |                     |
| 30  | 1965 | 1965    |                     |
| 31  | 1966 | 1966    |                     |
| 32  | 1967 | 1967    |                     |
| 33  | 1968 | 1968    |                     |
| 34  | 1969 | 1969    |                     |
| 35  | 1970 | 1970    |                     |
| 36  | 1971 | 1971    |                     |
| 37  | 1972 | 1972    |                     |
| 38  | 1973 | 1973    |                     |
| 39  | 1974 | 1974    |                     |
| 40  | 1975 | 1975    |                     |